# Malik Sardoba

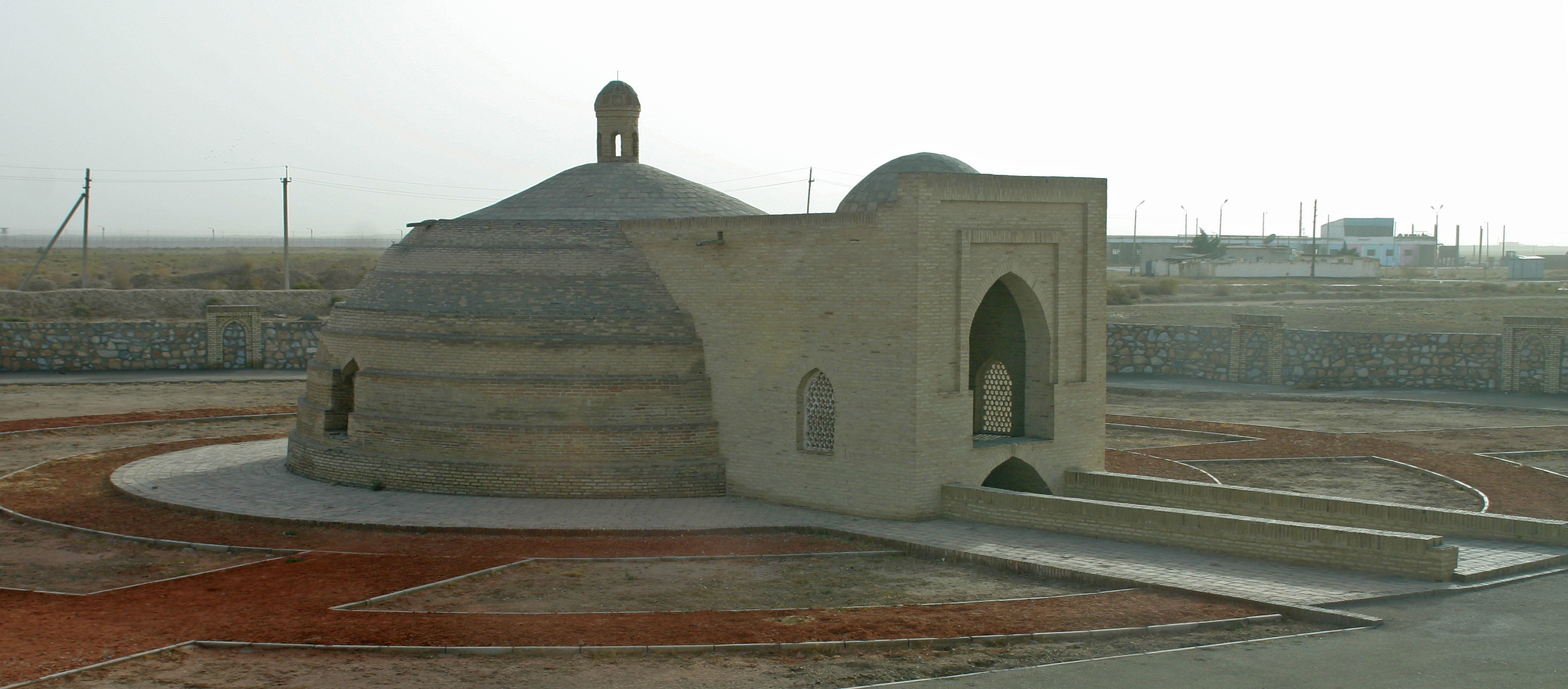
Kuppel über der Malik Sardoba im Jahr 2007

Die Malik Sardoba ist ein Brunnen bzw. eine Zisterne in Usbekistan, der zur Wasserversorgung der als Festung (Ribat) gegründeten Karawanserei Raboti Malik diente. Sie liegt zwischen Samarkand und Buchara auf dem Gemeindegebiet von Malikrabot, wenige hundert Meter vom Flughafen Navoiy entfernt. Die Sarboba befindet sich unter der Erde und wurde durch einen unterirdischen Kanal (Karis) aus dem Fluss Serafschan versorgt.
Zum Wasserpegel führte eine Treppe hinunter. Die Anlage ist mit einer stupaartig gestuften Kuppel bedeckt und diente als Wasserversorgung des ehemaligen Palastes Rabat Malik.
Über 400 Sardobas soll Abdullah Khan II. Scheibani (regierte 1583–1598) erbaut oder renoviert haben. Ihre Ruinen markieren heute die alten Karawanenwege der Seidenstraße.